# Isabelle Georges
Isabelle Georges, née dans les années 1970 à Paris, est une chanteuse française de comédie musicale, de chanson française et de musique yiddish. Elle est aussi danseuse, comédienne et créatrice de spectacles.

## Biographie

### Jeunesse
Isabelle Georges est issue d’une famille d’artistes. Sa grand-mère est violoncelliste, pianiste et compositrice de musique de scène pour le théâtre et son père poète une partie de sa vie. C’est sa mère, chanteuse lyrique, qui l’initie au chant dès son plus jeune âge.
Élevée à Maisons-Laffitte, elle souffre d’une grave infection des reins et est hospitalisée à plusieurs reprises entre ses 3 mois et ses 8 ans à l’hôpital Necker. C’est là, alitée, qu’Isabelle Georges découvre Fred Astaire et Judy Garland. Elle rêve alors de danser. Dès que possible, elle s’inscrit à des cours de danse classique d’abord, puis de claquettes.
Isabelle Georges se forme au métier de la comédie musicale au début des années 1990. Elle part étudier en Angleterre à l’Actors Center de Londres et fait des stages aux États-Unis. À cette période, il n’existe pas de structure pédagogique dans ce domaine en France.
A 17 ans, elle se produit sur la scène du cabaret des Champs-Élysées et s’inscrit au cours Florent.
Elle intègre la compagnie Victor Cuno avec le spectacle From Harlem to Broadway. Puis, Jérôme Savary l’engage pour le spectacle Marilyn Montreuil.

### Carrière
C’est Jean-Paul Lucet qui lui offre son premier grand rôle, Charity Barnum, dans la comédie musicale Barnum. Elle rencontre alors son mentor et professeur de chant Jean Salamero.
Elle débute sur la scène parisienne avec Michel Legrand qui lui propose un premier rôle dans Le Passe Muraille en 1997 (Molière du meilleur spectacle musical 1997).
Deux ans plus tard, en 1999, elle se produit, sous la direction de Jérôme Savary, dans La Périchole, puis sous la direction de Jean-Louis Grinda dans Chantons sous la pluie (Molière du meilleur spectacle musical en 2001).
En 2000, elle se produit dans Titanic The musical à l’Opéra royal de Wallonie où elle rencontre Maury Yeston et Frederik Steenbrink. Avec ce dernier, elle crée Une étoile et moi…, dédié à Judy Garland en décembre 2002 (spectacle avec lequel elle se produira au Fringe Festival D’Édimbourg en 2005, au Harrogate Theater (Royaume-Uni) en 2005-2006, au Adélaïde Cabaret Festival en 2007 (Australie), à la Salle philharmonique de Liège en 2010 et au théâtre Antoine 2011).
En 2005, Isabelle Georges appelle René Urtreger pour lui demander de l’accompagner pour un album dédié aux standards du jazz. Elle l’invite à une représentation d’un spectacle autour de la chanson française, qu’il déteste. Mais sur scène, il trouve Isabelle Georges, celle qui considèrera comme sa fille, « tellement chouette » qu’il accepte. De cette rencontre naît l’album Something to Live For.
En 2006, Isabelle Georges sort, avec le groupe Sirba octet, un album Du shtetl à Broadway (Naïve). Cet album présente comment les afro-américains et les émigrés juifs de l’Est ont façonné solidairement le répertoire de la comédie musicale.
En 2007, elle partage la scène avec Jean-Claude Dreyfus dans le spectacle « Petit traité de manipulation » et créé « La French Touch » au Fringe Festival D’Edimbourg.
En 2010, elle monte, avec Josette Milgram, Cabaret Terezin autour des chansons écrites par les prisonniers du camp-ghetto de Theresienstadt. Elle continue son apprentissage du yiddish, langue pratiquée par nombre de compositeurs de Broadway, et leur famille, à leur arrivée aux États-Unis.
Après de nombreuses collaborations elle monte ses propres spectacles avec son complice Frederik Steenbrink.
Padam Padam, en 2010, raconte l’histoire de Norbert Glanzberg (compositeur de musiques de films et de plusieurs tubes de la chanson française). Isabelle Georges conçoit ce spectacle avec Jean-Luc Tardieu, sur une demande de l’orchestre de Mulhouse qui fait une rétrospective sur l’œuvre du compositeur. La découverte de son répertoire lui donne envie de faire des recherches sur sa vie et elle se passionne alors pour son histoire. Le spectacle est un mélange entre récit et chansons. Sur scène, Isabelle Georges est accompagnée d’un trio de musicien/acteurs. Frederik Steenbrink (piano et chant), Jérôme Sarfati (contrebasse et piano), et Edouard Pennes (guitare manouche).
En 2012, elle crée Broadway enchanté. Le projet initial était une émission musicale pour des concerts pédagogiques organisés par Radio France. Dans ce spectacle, Isabelle Georges retrace l’histoire de la comédie musicale de ses débuts aux Etats-Unis, jusqu’au XXe siècle. Sur scène, elle est accompagnée par Frederik Steenbrink (piano et chant), Jérôme Sarfati (basse), Edouard Pennes (guitare manouche), David Grébil (batterie). Le spectacle Broadway enchanté est joué au Fringe Festival d’Édimbourg en 2013, au Assembly Hall  ainsi qu’à La Folle Journée de Nantes en 2014. Il est repris plusieurs fois en version symphonique notamment en 2014 avec l'Orchestre philharmonique royal de Liège au Concertgebouw d'Amsterdam et à la Salle philharmonique de Liège.
En 2014, c’est le tour de chant Chante !, mis en scène par Anne Bourgeois, qu’Isabelle créé autour du swing (de Cole Porter à Claude Nougaro).
En 2015, elle incarne Mrs. C, le rôle principal, dans la toute première version musicale de la nouvelle de Stefan Sweig 24 heures de la vie d’une femme, publiée en 1927.
Le spectacle « Amour Amor » est créé en 2016. Il est dédié aux « étapes » de l’amour, des premiers émois à la séparation. Sur scène, elle est accompagnée par Frederik Steenbrink (direction musicale, piano, chant), Édouard Pennes (Guitare, contrebasse, trompette) et Adrien Sanchez (saxophones, flûte, percussions & piano).
Son tour de chant Oh Là Là ! créé pour l'édition 2015 du Fringe Festival d'Édimbourg, est programmé au Saint James Theater à Londres dans le cadre du London Cabaret Festival ainsi que lors de la semaine de clôture du Fringe Festival d'Édimbourg 2016 dans la Famous Spiegeltent et, pour une saison entière au Bal Blomet 2018/2019.
En 2017, Isabelle sort le CD Vienne Paris Hollywood chez Harmonia Mundi et créé Happy End, son récital en trois langues pour voix et piano au Festival Radio France Occitanie Montpellier 2017, programmé lors de la Folle journée de Nantes 2018 et à l'affiche du Bal Blomet en 2018.
En janvier 2018, elle créé C'est si bon, un programme autour de la chanson française avec Frederik Steenbrink, Roland Romanelli (accordéoniste de Barbara), le pianiste Jeff Cohen et l'orchestre de Pau Pays de Béarn sous la direction de Fayçal Karoui à l'affiche du Festival Radio France Occitanie Montpellier 2018.
En janvier 2019, elle créé Que du Bonheur, un deuxième programme autour de la chanson française avec Frederik Steenbrink, Roland Romanelli, Jeff Cohen et l'orchestre de Pau Pays de Béarn sous la direction de Fayçal Karoui.
Isabelle s’est produite avec Bruno Fontaine au festival de Cannes 2019, à l’occasion de l’hommage rendu par la Sacem au réalisateur Bertrand Tavernier. Il présentait à cette occasion un nouvel épisode de son « Voyage à travers le cinéma français ».
Isabelle incarne Isadora Duncan au Festival d'Avignon 2019 dans une pièce musicale librement inspirée de la vie de cette dernière, « Isadora », au théâtre les 3 soleils.

## Concerts et spectacles

### Concerts
- 2007 : La French Touche (mise en scène Simon Porter), Adelaïde Cabaret Festival (Australie), Fringe Festival d’Édimbourg & tournée Royaume-Uni 2007-2008
- 2008-2010 : Du Shtetl à New York, création avec le Sirba Octet au Festival d’Ile-de-France, Théâtre de l’Européen & La Cigale, Schleswig Holstein (Allemagne) & Concertgebouw (Pays-Bas) [17].
- 2009-2010 : Yiddish Rhapsody, Création avec le Sirba Octet & l’Orchestre de Pau Pays de Béarn sous la direction de Fayçal Karoui, Palais Beaumont (Pau), La Cigale, Théâtre des Champs Élysées, Paris, Hyōgo Concert Hall 2019 (Japon)
- 2011 : Les Chorégies d'Orange, Théâtre antique d'Orange (retransmis en direct le 20 juin 2011 sur France 3)
- 2014 : Broadway Symphonique, Création avec l’Orchestre philharmonique de Liège sous la direction de Fayçal Karoui, Concertgebouw d'Amsterdam (Pays-Bas), Salle royale philharmonique de Liège (Belgique), Zénith de Pau & Théâtre des Champs-Élysées, Paris
- 2015 : Oh Là Là !, Création Fringe Festival d'Édimbourg 2015 & 2016, London Saint James Theater 2016 (Royaume-Uni), Bal Blomet 2018 & 2019
- 2015 : Nouvel an sur Broadway, Avec l’orchestre de Pau Pays de Béarn sous la direction de Fayçal Karoui, Zénith de Pau
- 2015 : Les Chorégies d'Orange, avec l’Orchestre philharmonique de l’Opéra de Marseille, Théâtre antique Orange (retransmis en direct le 19 juin 2015 sur France 3)
- 2016 : Vienne Paris Hollywood, Création avec le pianiste Jeff Cohen, Studio 104, Maison de la Radio (retransmis en direct sur France Musique le 7 juin 2016), Théâtre Trévise, Paris & Musée d'art et d'histoire du judaïsme & tournée
- 2017 : Happy End, Festival Radio France Occitanie Montpellier & Bal Blomet, Paris 2018
- 2017 : Lumières sur Broadway, Talloires, Bal Blomet 2018/2019 & Festival d’Auvers-sur-Oise 2019
- 2018 : C'est si bon Zénith de Pau & Festival Radio France Occitanie Montpellier
- 2018 & 2019 : Invitée du Tigerpalast de Francfort (Allemagne)
- 2019 : Que du bonheur Zénith de Pau
- 2019 : Concert pour remise de prix Sacem à Bertrand Tavernier Festival de Cannes

### Spectacles musicaux
- 1996 : Barnum, mise en scène de Jean Paul Lucet, Théâtre Les Célestins, Lyon & La Mutualité, Paris • Rôle : Charity Barnum
- 1997-1998 : Le Passe Muraille, mise en scène d'Alain Sachs, Espace 44 Nantes, Théâtre Montansier, Versailles & Théâtre des Bouffes parisiens, Paris • Rôle : Isabelle
- 1999 : L'Auberge du cheval blanc, mise en scène Jacques Duparc, Théâtre Mogador, Paris • Rôle : Sylvabelle
- 1999 : Nymph Errant, mise en scène de Rodger Redfarn, au Chichester Festival, Royaume-Uni • Rôle : Madeline Saint-Maur
- 1999 : La Périchole, mise en scène de Jérôme Savary), Théâtre National de Chaillot, Paris • Rôle : La Périchole
- 1999-2000 : Chantons sous la pluie, mise en scène de Jean-Louis Grinda, Opéra royal de Wallonie, (Belgique), Théâtre de la Porte Saint Martin, 2001 Paris & tournée • Rôle : Kathy Selden
- 2000 : Quand la guerre sera finie, mise en scène Eric Taraud, Studio des Variétés & Théâtre de Chaillot (salle Gémier) • Rôle : Lucile
- 2000-2001 : Titanic (comédie musicale), mise en scène Jean-Louis Grinda, Opéra Royal de Wallonie, Liège (Belgique) • Rôle : Kate Mc Gowan
- 2001 : Chantons sous la pluie, mise en scène Jean-Louis Grinda, Théâtre de la Porte Saint-Martin et tournée en France • Rôle : Kathy Selden
- 2002 : Une étoile et moi, mise en scène Isabelle Gomez, Espace Kiron, Paris, Fringe Festival d’Edimbourg 2005, Harrogate Theater 2005/6 (Royaume-Uni), Adelaïde Cabaret Festival 2007 (Australie), Péniche Opéra, Paris 2008/09, Festival Auvers sur Oise, Salle Philharmonique de Liège 2010 (Belgique), Théâtre Antoine, Paris 2011 & tournée France & Royaume-Uni • Rôle : Judy
- 2003 : L’Air de Paris, mise en scène de Thierry Harcourt, Théâtre Le Comédia, Paris • Rôle : Marie
- 2003-2004 : Et si on chantait, mise en scène de David Bréval & Rubia Matignon , à l'Espace Pierre Cardin, Théâtre Daunou & Tournée France • Rôle : Suzy
- 2004-2006 : Décembre, mise en scène de David Fischer, Théâtre du Renard, Paris, Festival d’Avignon 2006 & Tower Records New York 2006 (USA) & tournée • Rôle : Elle
- 2005-2008 : Judy And Me mise en scène de Michael Stromme, Festival d’Édimbourg 2005 & Harrogate Theatre (Royaume-Uni), Adelaïde Cabaret Festival (Australie), Tournée Royaume-Uni & Pays-Bas & La Péniche Opéra • Rôle : Judy
- 2008 : Cabaret Terezin, mise en scène d'Isabelle Georges, Théâtre de l’Épée de Bois, Vincennes, Théâtre Marigny Paris, 2009/10 & tournée • Rôle : Ilse Weber
- 2009 : Une étoile et moi, mise en scène d'Yves Pinguely, Le Palace, Tournée Royaume-Uni & la Péniche Opéra
- 2010 : Padam Padam, mise en scène de Jean-Luc Tardieu, théâtre La Bruyère, théâtre des Mathurins, théâtre de la Gaîté-Montparnasse & Tournée • Rôle : Elle
- 2011 : Une étoile et moi, mise en scène d'Éric Métayer, Théâtre Antoine • Rôle : Judy
- 2012 : Broadway en Chanté, mise en scène de Jean-Luc Tardieu, Théâtre La Bruyère, Théâtre Déjazet, Festival d'Édimbourg 2013, Folle journée de Nantes 2014 & Tournée • Rôle : Elle[18]
- 2014 : Chante !, mise en scène d'Anne Bourgeois, ), Théâtre Déjazet, Paris & Tournée • Rôle : Elle[19]
- 2015 : 24 heures de la vie d'une femme, mise en scène de Franck Berthier, adaptation musicale de la nouvelle de Stefan Zweig, Théâtre La Bruyère • Rôle : Mrs C.[20]
- 2016 : Amour Amor, mise en scène de Jean-Luc Tardieu, Théâtre La Bruyère, Paris & tournée • Rôle : Elle

### Théâtre
- 1994 : La crise est finie (mise en scène Alain Hocine), Théâtre la Pépinière Opéra, Paris
- 2007 : Petit traité de manipulation (mise en scène Gérald Garutti), XXe Théâtre, Paris
- 2019 : Isadora (mise en scène Sébastien Rajon), Théâtre Les 3 Soleils, Festival d'Avignon

## Discographie
- 1996 : Le monde est un grand Chelm - Label Travelling
- 1997 : Le Passe-muraille - Sony
- 1998 : Le Prince d'Égypte - Dreamworks
- 2002 : Une étoile et moi - Beluga Productions. Tiré du spectacle homonyme, hommage à Judy Garland.
- 2006 : December Songs - PS Classics. Cycle de chansons composé par Maury Yeston ((en)) pour le centenaire de Carnegie Hall et enregistré au Nola Studio à New York.
- 2006 : Something To Live For, avec René Urtreger - Label Elabeth. Compositions de Duke Ellington, extraits d'opérettes de Broadway.
- 2008 : Du Shtetl à New York, avec le Sirba Octet - Naïve. Du théâtre yiddish à la comédie musicale américaine en 15 chansons et morceaux.
- 2009 : La French Touche - Come See Entertainment (format MP3). Titres-phare du show La French Touche, de Paris à Broadway, présenté au Fringe Festival d’Édimbourg en 2007.
- 2009 : Yiddish Rhapsody, avec le Sirba Octet et l'Orchestre de Pau Pays de Béarn, dirigé par Fayçal Karoui - Naïve
- 2010 :  Yiddish Festival - Naïve
- 2011 : Songs - Naïve
- 2011 : Padam Padam - Come See & StayLa. Tiré du spectacle Padam Padam, qui rend hommage au musicien compositeur de chansons Norbert Glanzberg - Socadisc (2013).
- 2012 : Beggars Holiday
- 2014 : Broadway En Chanté - Come See Entertainment & StayLa Multimédia. Tiré du spectacle Broadway en chanté !, un hommage aux créateurs et interprètes américains de comédie musicale [21] - Socadisc
- 2017 : Vienne Paris Hollywood, avec Jeff Cohen (piano) : 18 chansons d'"artistes dégénérés" - Norbert Glanzberg, Werner R. Heymann, Friedrich Hollaender, Herman Hupfeld, Erich Wolfgang Korngold, Max Steiner, Kurt Weill[22] - Harmonia Mundi [23].

## Filmographie
- 1999 : Le Prince d’Egypte (VF) – Voix de Tseporah
- 2005 : La Photo, de Denis Braccini, dans le rôle d’Elle
- 2005 : Seule sur Seine, de Jaime Peschiera, dans le rôle d’Elle
- 2006 : L’un dans l’autre, d’Audrey Schebat, dans le rôle d’Elle
- 2015 : Je suis des rires, de Quino, dans le rôle de La mère

## Prix et récompenses
- 2006 : Fringe Report Award Best Singer
- 2011 : Lauréate de la Fondation Charles Oulmont